# Hiidensaari (ö i Mellersta Finland)
Hiidensaari är en ö i Finland. Den ligger i sjön Uurainen och i kommunen Laukas i den ekonomiska regionen  Jyväskylä ekonomiska region  och landskapet Mellersta Finland, i den centrala delen av landet, 260 km norr om huvudstaden Helsingfors. Öns area är 2,4 hektar och dess största längd är 290 meter i sydöst-nordvästlig riktning.